# Ten Days
Ten Days (em português: Dez Dias) é uma canção da cantora de pop australiana Missy Higgins, de autoria própria. Lançada em 15 de novembro de 2004 pela Eleven, foi o segundo single do álbum de estreia da cantora, The Sound of White. O single alcançou, em 23 de janeiro de 2005, a décima-segunda colocação do ARIA Charts, parada de venda de discos da Australian Recording Industry Association, que concedeu ao single uma certificação de disco de ouro. A inspiração para a música veio de quando ela passou dez dias longe de seus país, tendo de terminar um relacionamento.